# نيريا
نيريا أو تلمون ب أو تلمون تسافون (بالعبرية: נריה‏) مستوطنة إسرائيلية مجتمعية تقع شمال غرب محافظة رام الله والبيرة بالضفة الغربية. أقيمت عام 1991 قرب تلمون وموديعين عيليت. يسكنها أكثر من 300 عائلة. وتتبع إدارياً مجلس ماتي بنيامين الإقليمي.

## التسمية والتأسيس
تأسست مستوطنة نيريا عام 1991 على يد عدد من العائلات التي التقت في مدرسة هيراف الدينية «Mercaz HaRav yeshiva»، وسميت باسم الحاخام موشيه تسفي نيريا "Moshe-Zvi Neria".
أقيمت على أراضي قريتي دير عمار والجانية شمال غرب محافظة رام الله والبيرة.

## الوضع القانوني
يعتبر المجتمع الدولي جميع المستوطنات والمواقع الإسرائيلية في الضفة الغربية غير قانونية بموجب القانون الدولي، لكن الحكومة الإسرائيلية تعارض ذلك.